# Chirurgia bariatryczna

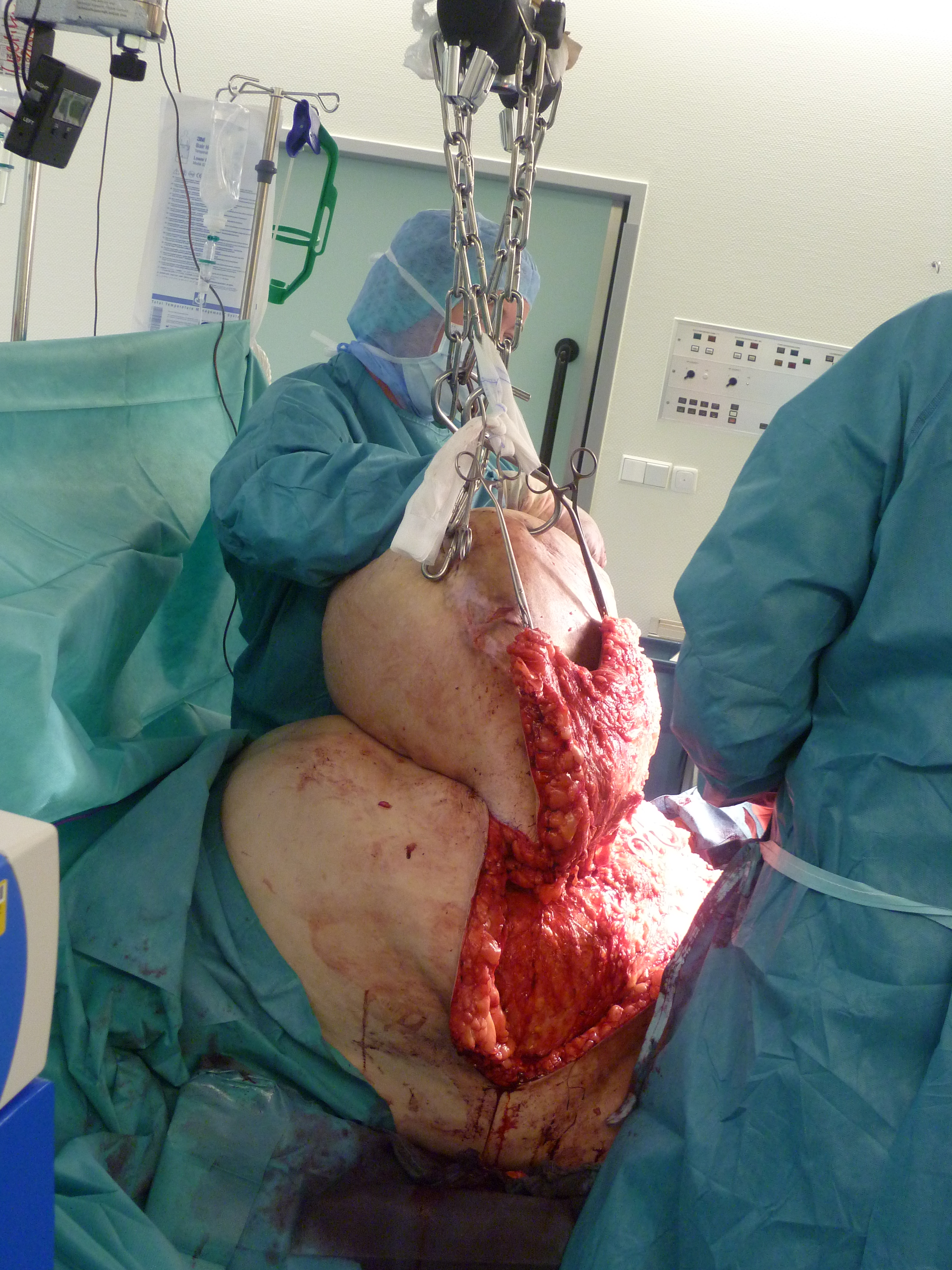
Abdominoplastyka podczas operacji bariatrycznej

Chirurgia bariatryczna – dział chirurgii zajmujący się leczeniem patologicznej otyłości. Uważa się, że chirurgia bariatryczna jest najbardziej efektywnym sposobem leczenia otyłości olbrzymiej (BMI > 40 kg/m²), oraz uzyskania długotrwałej redukcji masy ciała i redukcji ryzyka chorób związanych z nadmiarem tkanki tłuszczowej w ciele.

## Leczenie bariatryczne

### Wskazania do chirurgicznego leczenia otyłości[3][4]
- wiek 18 do 60 lat
- BMI > 40 kg/m² lub BMI > 35 kg/m² wraz z chorobami współtowarzyszącymi w przypadku kiedy ubytek masy ciała wywołany operacją przyczyni się do poprawy stanu zdrowia pacjenta
- nieskuteczności leczenia zachowawczego (dieta, aktywność fizyczna, wsparcie psychiczne)
- nieskuteczność leczenia farmakologicznego

### Przeciwwskazania do chirurgicznego leczenia otyłości[4]

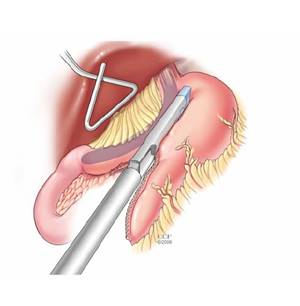
Zabieg gastrektomii wykorzystywany m.in. w leczeniu wrzodów żołądka i nowotworów

- Zabieg gastrektomii wykorzystywany m.in. w leczeniu wrzodów żołądka i nowotworówbrak wcześniejszego leczenia zachowawczego
- brak odpowiedniej opieki medycznej
- brak możliwości uczestniczenia w wieloletniej opiece pooperacyjnej
- niestabilne zaburzenia psychiczne, ciężka depresja, zaburzenia osobowości
- uzależnienie od alkoholu, leków
- obecność chorób zagrażających życiu w krótkim okresie czasu
- niezdolność do opieki nad samym sobą lub brak wsparcia ze strony rodziny oraz otoczenia.

### Etapy leczenia bariatrycznego
1. przygotowanie ambulatoryjne (3 miesiące)
2. zabieg chirurgiczny
3. obserwacja chorego podczas wizyt kontrolnych

## Idea

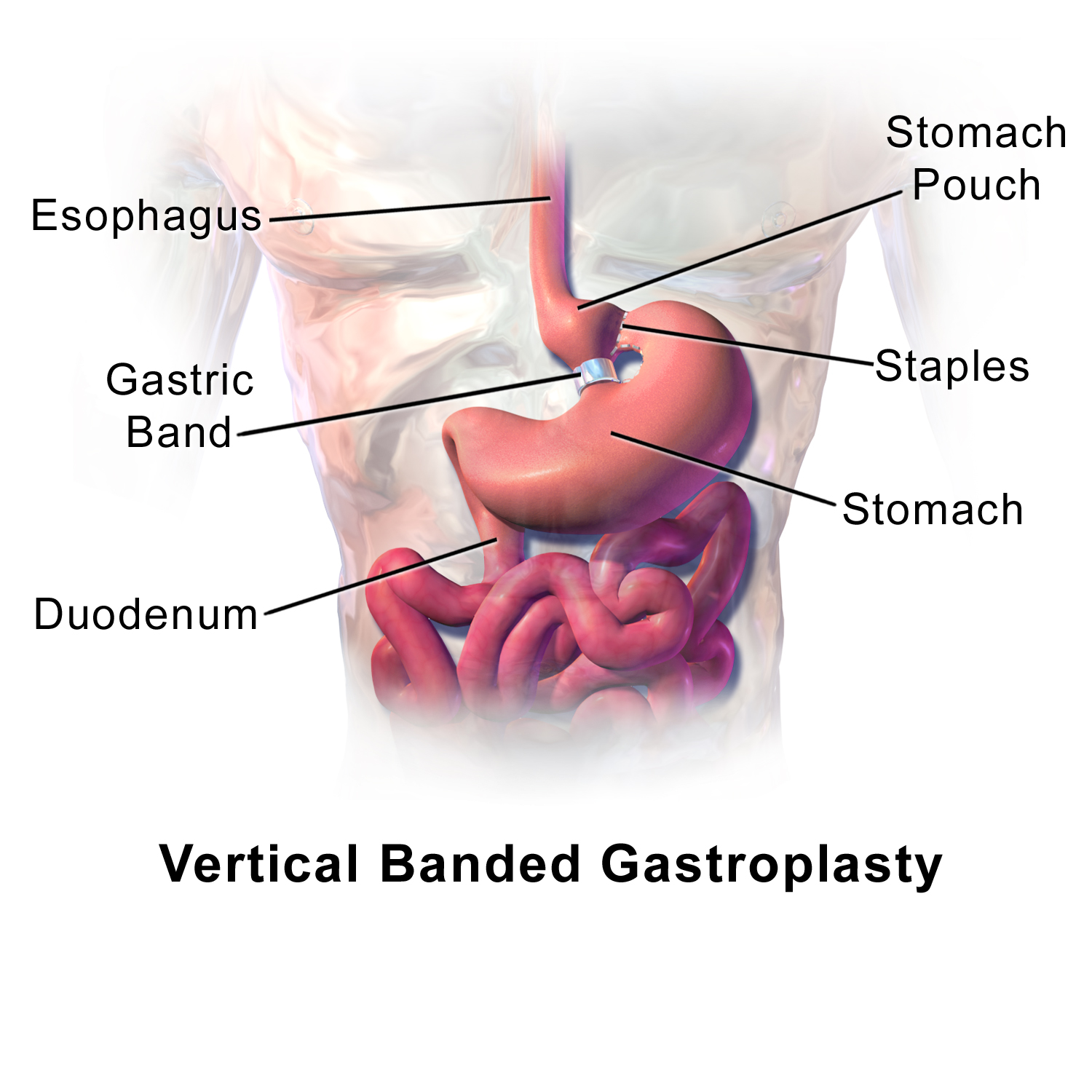
Pionowa gastroplastyka

Idea leczenia otyłości sposobami chirurgicznymi zrodziła się w latach 50. XX w. w następstwie obserwacji chorych po rozległych resekcjach jelita i żołądka, u których występował znaczny spadek masy ciała. Pionierem tych zabiegów, zwanych wyłączającymi, był Linnear, który wykonywał odpowiednie zespolenie jelita czczego i krętego, uzyskując w ten sposób skrócenie pasażu i sztuczny zespół krótkiego jelita.

## Sposoby operacji

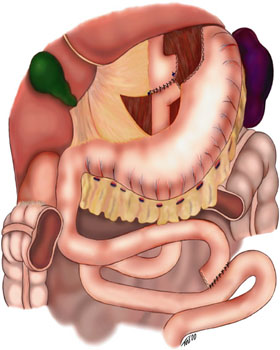
Operacja Roux en Y

W ciągu następnych dwudziestu lat dominowały dwa sposoby oparte na powyższym pomyśle. Pierwszy to zabieg Payne – de Wind z roku 1963 polegający początkowo na zespoleniu jelita czczego z poprzecznicą, który w roku 1969 został zmodyfikowany przez autorów. Zmodyfikowany zabieg zyskał nazwę "14+4", gdyż jelito odcinane było 14 cali od więzadła Trietza, a następnie zespalane z jelitem krętym 4 cale od zastawki Bauhina. Drugi zabieg, autorstwa Scotta, polegał na wycięciu odpowiedniego odcinka jelita i zespoleniu kikutów koniec do końca. "Ślepy" odcinek zespalano z esicą w celu odbarczenia. Jakkolwiek uzyskiwano dość znaczny spadek masy ciała, zabiegi te charakteryzowały się wieloma skutkami ubocznymi. Dotyczyły one głównie zaburzenia krążenia kwasów żółciowych, a w rezultacie wchłaniania tłuszczów i witamin w nich rozpuszczalnych, a także wchłaniania wit. B12. Powodowało to zespoły awitaminoz pod postacią osteoporozy, „kurzej ślepoty”, neuropatii i innych. Obserwowano powstawanie kamicy pęcherzykowej i zespoły biegunkowe doprowadzające nawet do ciężkiego odwodnienia. Zarówno wyniki kliniczne, jak i satysfakcja pacjentów nie były zadowalające. Krytyczna ocena rezultatów spowodowała zarzucenie wykonywania tych zabiegów.

## Operacje restrykcyjne
We wczesnych latach 60. opracowano teoretyczne podstawy drugiej grupy zabiegów bariatrycznych – operacji restrykcyjnych. Idea tych zabiegów polegała na zmniejszeniu objętości żołądka biorącej udział w trawieniu. Pierwszym zabiegiem zastosowanym u ludzi była tzw. pozioma gastroplastyka według Paceya i Carreya. Za pomocą zszywek staplera w 1/3 górnej żołądka wykonywano jego zeszycie (bez przecięcia), pozostawiając pośrodku otwór – "pseudoodźwiernik do części dystalnej". W ten sposób ograniczano znacznie część żołądka przyjmującą pokarm do około 30 ml. Perystaltyka żołądka powodowała rozchodzenie się zszywek, co przywracało poprzedni stan i w efekcie ponowne przybieranie na wadze. Jednak idea restrykcji wydawała się słuszna, gdyż zabiegi te nie powodowały tak znacznych skutków ubocznych jak wyłączające. Wykorzystując częściowo pomysł Paceya i Carreya, Mason i Ito dokonali całkowitego przecięcia żołądka, zespalając górny zbiornik z pierwszą pętlą jelita. Wyniki zabiegu łączącego w sobie cechy restrykcji i wyłączenia w aspekcie redukcji masy ciała były dobre, lecz pojawiały się powikłania zespoleń oraz zarzucanie treści żółciowej do "górnego" żołądka i przełyku. Korzystne doświadczenie tej operacji skłoniły Griffena do zastosowania w bariatrii znanej z chirurgii żołądka operacji Roux en Y. Polegała ona na rozdzieleniu żołądka na dwa zbiorniki, z których górny – odbierający pokarm – miał objętość 30 ml. Następnie przecinano pierwszą pętlę jelita czczego ok. 40-50 cm od więzadła Treitza i zespalano z górnym zbiornikiem. W odległości 40 cm od tego zespolenia dołączano do boku jelita pętlę doprowadzającą idąca poprzez dwunastnicę od dolnego zbiornika. W tym typie zabiegu, który również łączy restrykcję z wyłączaniem, unikano problemu zarzucania. Roux en Y gastric by-pass (RYGB) jest obecnie jedną z najczęściej stosowanych operacji bariatrycznych. Istnieje tu możliwość "sterowania" współczynnikiem wyłączenia poprzez zmianę odległości zespoleń jelita. Zabieg ten doczekał się wielu odmian, w tym laparoskopowej.

## Lata 80. XX wieku
W początku lat 80. Mason powrócił do idei gastroplastyki. Zmienił kierunek zszywek na pionowy, zaś "pseudoodźwiernik" umieścił przy krzywiźnie małej, ograniczając go w celu zabezpieczenia przez poszerzeniem, taśmą z teflonu. Operacja ta, zwana pionową gastroplastyką z opaską (vertical banded gastroplasty – VGB), wraz z RYGB stanowi dziś podstawę klastycznej chirurgii bariatrycznej. Ilość powikłań jest niewielka i zalicza się do nich okresowe wymioty, rozejście zszywek czy erozje ściany żołądka poprzez opaskę. Utrata masy ciała jest znaczna i przy kontrolowaniu diety utrzymuje się przez wiele lat.
W tym samym czasie Scopinaro wprowadził operację zwaną "ominięciem żółciowo-trzustkowym". Ten skomplikowany zabieg polegał na wycięciu znacznej części żołądka i połączeniu kikuta z przeciętym uprzednio jelitem cienkim (część dystalna). Część proksymalną (od dwunastnicy) zespalano do boku części dystalnej o okolicy zastawki Bauhina. Operacja ta i jej liczne modyfikacje w znaczny sposób redukowała wagę, gdyż łączy w sobie masywną restrykcję i wyłączenie. Jednak należy spodziewać się tu licznych efektów ubocznych i raczej zarezerwowana jest dla przypadków szczególnie ciężkiej otyłości, gdy potrzebna jest szybka i znaczna redukcja masy ciała.
Pewną odmianą gastroplastyk stały się operacje "opasywania" żołądka. Polegały one na zakładaniu opasek pod wpustem wokół całego żołądka, co nadawało mu klepsydrowaty kształt. Podobnie jak w gastroplastykach górny zbiornik przyjmował pokarm w ilości ograniczonej do kilkudziesięciu mililitrów. Zabieg ten wprowadzili Wilkinson, Kolle i Molina. Kuzman wprowadził modyfikację polegającą na zastosowaniu opaski w formie torusu (kształt dętki), która posiadała możliwość regulacji poprzez napełnianie płynem. Port do regulacji umieszczano pod skórą brzucha. Wadą tych zabiegów było częste przemieszczanie opasek i erozje ściany żołądka. 
W drugiej połowie lat 80. XX wieku do chirurgii tryumfalnie wkroczyła laparoskopia. Jako pierwsze zaczęto w 1991 wykonywać operacje zakładania regulowanej opaski według Kuzmana.
Dwa lata później Wittgrowe i Clark wykonali laparoskopowo RYGB.

## Chirurgia bariatryczna dzisiaj
Obecnie najczęściej wykonuje się laparoskopowo te dwa typy operacji, choć technicznie możliwe jest wykonanie tą techniką każdej operacji bariatrycznej. Laparoskopia u chorych otyłych, obciążanych wieloma chorobami współistniejącymi, może przynieść wiele korzyści w postaci lżejszego przebiegu pooperacyjnego, szybszej rehabilitacji i – co nie bez znaczenia – efektu kosmetycznego. Zwraca się też uwagę na częstsze występowanie przepuklin pooperacyjnych u otyłych, co powoduje konieczność reoperacji. Tu laparoskopia wydaje się nie do przecenienia.
Mimo wielkich zalet laparoskopii nadal istnieje w chirurgii bariatrycznej miejsce dla operacji otwartych. Chorzy po licznych laparotomiach, uprzednich operacjach bariatrycznych, z hepatomegalią nie są dobrymi kandydatami do laparoskopii. Należy również wziąć pod uwagę ograniczenia sprzętowe i wyszkolenie personelu.

## Laparoskopowe metody leczenia otyłości
- Rękawowa resekcja żołądka(inne języki),
- Bajpas żołądka, ominięcie żołądkowe(inne języki),
- Balon żołądkowy(inne języki),
- Opaska żołądkowa(inne języki)